# Giovanni Abagnale
Pour les articles homonymes, voir Abagnale.
Giovanni Abagnale, né le 11 janvier 1995 à Gragnano, est un rameur italien.
Il mesure 1,96 m pour 83 kg et débute les compétitions en 2009 au sein du CN de Stabia avec comme entraînement Antonio La Padula. Il appartient désormais au club de la Marina militare Sabaudia.
Il remporte les Championnats du monde juniors en 2011 (huit) et en 2012 (huit). Puis la médaille d'argent sur quatre sans barreur en 2014 (moins de 23 ans). Il est 9e des Championnats du monde 2014, après avoir remporté la médaille de bronze en quatre de pointe lors des Championnats d'Europe de 2014.